# Санчо III од Наваре
Санчо III од Наваре (985 — Ла Буреба, 18. октобар 1035), познат и као Санчо Старији (баск. Antso Nagusia, лат. Sanctius Maior) или Санчо Велики (баск. Antso Handia, лат. Sanctius Magnus), био је краљ краљ Памплоне (Наваре) и гроф Арагона (1000—1035) из династије Хименез.
Како Кордопски калифат више није представљао претњу, окренуо је снаге против својих хришћанских суседа. Последица тога била је велика територијална експанзија Памплоне (Наваре), која после њега никад више није стекла такву моћ. Немилосрдним ратовањем и манипулацијом покорио је грофовију Кастиљу и већи део краљевине Леон, тако да је при крају владавине постао убедљиво најмоћнији хришћански владар на Пиринејском полуострву. Користио је титулу „краља Шпаније”. Уништио је животно дело дозволивши поделу државе међу својим синовима.

## Порекло и долазак на власт
Санчо III је био син Гарсије Санчеза II, краља Памплоне и грофа Арагона, и Химене Фернандез. Није сигурно када се тачно родио. Постоји генерална сагласност да је то било најраније 965. године, а најкасније 994. године. Међутим, 985. година се издваја као највероватнија. Дана 29. јула 1000. године удружена хришћанска војска у којој је суделовао и његов отац поражена је у бици са Кордопским калифатом код Сервере. Памплонски краљ се од тада више не помиње у изворима, иако га традиција наводи као једног од учесника битке код Калатањазора у јулу 1002. године. У сваком случају, Санчо га је наследио на престолу најкасније 1004. године, када се први пут помиње као краљ. Победа над муслиманима код Каталањазора донела је територијална проширења Памплони, Арагону и већини других хришћанских држава Пиринејског полуострва. Прве године Санчове владавине обележио је пресудан утицај његове мајке и бабе Ураке Фернандез. Грађански рат у Кордопском калифату, који је довео до његове дезинтеграције, потпуно је ослободио хришћане муслиманске претње са југа. Тако је те године обележио мир, током кога се његова држава опоравила и развила.

## Освајање Кастиље
Године 1011. Санчо је оженио Мунијадону, кћерку кастиљског грофа Санча Гарсије. То је била увертира у његово освајање Кастиље, које је испрва спровођено дипломатским путем. Када је 1017. године гроф Кастиље умро, Санчо се понудио да „штити” ову земљу у име новог грофа, свог малолетног шурака Гарсије Санчеза. Као заштитник ове државе памплонски краљ је добио одличну прилику да је припоји.
Користећи смрт грофа Санча Гарсије, леонски краљ Алфонсо V преотео је од Кастиље територију између Сее и Писуерге. Као заштитник Кастиље, краљ Памплоне се умешао и преотео неколико граничних градова Алфонсу. Схвативши да ће бити надјачан, леонски краљ је понудио споразум. Покушавајући да, на неки начин, одвоји Кастиљу од Памплоне, он је Гарсији понудио веридбу својом ћерком Санчом. У намери да сачува свој углед, краљ Санчо је ово прихватио. Као знак своје добре воље, краљ Памплоне је чак и удао своју сестру Ураку за краља Алфонса. Године 1029. у част свог шурака, Санчо и читава његова војска пратили су га у Леон, на венчање. Недуго након што су стигли у град, тројица убица, браћа из кастиљанске породице Вела, напала су младожењу и избола га на смрт пред очима памплонског краљевског пара и дворске свите. Потом су побегли на територију краљевства Памплоне, a краљ је послао своје наоружане људе да их, ухапсе и спале живе да би осветио убиство грофа.
Бег убица на територију Памплоне је Леонцима био доказ да их је унајмио сам Санчо. Са њиховог становишта, он је унајмио Кастиљанце како би показао своју невиност. У прилог њиховим оптужбама иде то што је само Санчо извукао корист од ових догађаја. Међутим, Кастиљанци су више веровали краљу Памплоне и у читавом овом догађају су видели леонску заверу. Мунијадона је постала грофица Кастиље, чиме је Санчо jure uxoris постао гроф Кастиље. Памплона и Кастиља су фактички ступиле у персоналну унију. Санчо је убрзо за грофа прогласио Фернанда, свог сина са Мунијадоном, чиме је његова власт у Кастиљи постала општеприхваћена.

## Рат са Леоном
Уследио је погранични сукоб између Санча и новог леонског краља Бермуда III, који је прерастао у прави рат. Санчо је био успешнији, али није могао да сломи Бермудов отпор. Посредством цркве, 1032. године је био склопљен мир. Мир је обележен браком између Бермудове сестре Санче, несуђене супруге Гарсије Санчеза, и Санчовог сина Фернанда. Санча је као мираз добила спорну област између Сее и Писуерге, чиме је требало да буде решено питање разграничења Леона и Кастиље. Међутим, рат је поново избио и овог пута је краљ Памплоне био далеко успешнији. Године 1034. он је протерао свог непријатеља из Леона и победоносно ушао у престоницу, док се Бермудо повукао у Галицију. Уследио је споразум између Санча и Бермуда којим је леонски краљ оженио Санчову кћерку Химену.

## „Краљ Шпанија”
Санчо Велики је сада контролисао сва три хришћанска краљевства на северу, као и још неколико мањих територија попут Собрарбе. Владао је северном Шпанијом од граница Галиције до граница Барселоне. Званична дворска историја о њему говори:
[Освојене земље су се] покориле његовој власти због његовог израженог интегритета и врлина. [Он је] због ширења земље коју је имао и којом је владао, себе прогласио царем.
Ипак, временом је откривено да није користио царску титулу, што има смисла с обзиром на то што су владари тог ранга владали много већим територијама. Користио је титулу „краља Шпанија” (шп. Rey de las Españas, лат. Rex Hispaniarum). Ово сугерише да он и његови савременици нису сматрали његову територију јединственом.

## Смрт и последице
Санчо је умро 18. октобра 1035. године у Ла Буреби, непуну годину пошто је свим својим титулама додао титулу „краља Шпанија”. Сахрањен је у оближњем манастиру Сан Салвадор у Оњи. По раније постигнутом договору, његова територија подељена је међу његовим синовима. Гарсија је добио Памплону и баскијске провинције, Фернандо Кастиљу, Рамиро Арагон, а Гонзало Собрарбе и Рибагорзу. Тако је разбијена прва комбинација која као да је обећавала уједињење хришћанске Шпаније. Међутим, трајна позитивна последица ове поделе била је та што су и Арагон и Кастиља биле уздигнуте у ранг краљевине.
Ову и потоње поделе неизбежно је сматрати актима изузетно кратковиде политике, која успорава организовану сарадњу против Мавра која је једина могла да заврши Реконкисту. У Шпанији су још увек важили германски закони о наслеђивању, а римски принцип примогенитуре је тек са закашњењем усвојен. Круна би се могла сматрати симболом моћи нације која је била једна и недељива. Tаква је била римска, црквена и визиготска концепција монархије, традиција настављена у краљевини Леон. По германском виду феудализма држава је сматрана делом личне имовине и стога дељивом међу наследницима. Навара, са својим германским начином крунисања уздизањем на штиту за разлику од црквеног крунисања и помазања, била је под утицајем ове потоње теорије, коју су такође заступали Меровинзи и рани Каролинзи. Санчов поступак је међу најсличнијим чиновима поделе. Рамон Менендез Пидал је сугерисао да се дезинтегрирајући утицај очигледан у Kаролиншком царству на крају 9. века проширио на Шпанију и да објашњава успон неколико ситних краљевстава и војводстава по узору на велике феудалне државе на територији Француске. У сваком случају, подела указује на чињеницу да национална заједница није ни у ком степену била идеал присутан код шпанских владара у овом периоду њихове историје.

## Брак и породица
Године 1011. године, Санчо се оженио Мунијадоном, кћерком кастиљског грофа Санча Гарсије. Деца из тог брака била су:
- Гарсија Санчез III (1012 — 1. септембар 1054), краљ Памплоне (Наваре);
- Фернандо I (1016 — 21. септембар 1065), краљ Кастиље и Леона;
- Химена Санчез (1018 — после 1062), удата 1035. године за леонског краља Бермуда III;
- Гонзало (око 1020 — 26. јун 1045), гроф Собрарбеа и Рибагорзе;
- Мајор Санчез, удата 1037. за тулуског грофа Понса, од кога се развела у првој половини 1040-их.

Санчо је имао и љубавницу, Санчу од Ајбара, која му је родила сина Рамира (1008 — 8. мај 1063). Рамиро га је наследио у Арагону.

## Галерија
- Санчо III Старији, лик на надгробној плочи, која се чува у музеју у Леону.
- Санчо III Старији, статуа на источној фасади Краљевске палате у Мадриду.
- Санчо III, минијатура из Генеологије краљева Португалије Холанђанина Антонија де Оланда из 1530-их.
- Санчо Старији, замишљени приказ. Уљана слика Хуана Ризија из 17. века из манастира у Сан Миљану од Когоље.
- Санчо III од Наваре, портрет.

## Породично стабло
|  |                                               |  |  |  |  |  |  |  |  |  |  |  |  |  |  |  |
|  | 16. Санчо Гарсес I, краљ Памплоне             |  |  |  |  |  |  |  |  |  |  |  |  |  |  |  |
|  |                                               |  |  |  |  |  |  |  |  |  |  |  |  |  |  |  |
|  |                                               |  |  |  |  |  |  |  |  |  |  |  |  |  |  |  |
|  | 8. Гарсија Санчез I, краљ Памплоне            |  |  |  |  |  |  |  |  |  |  |  |  |  |  |  |
|  |                                               |  |  |  |  |  |  |  |  |  |  |  |  |  |  |  |
|  |                                               |  |  |  |  |  |  |  |  |  |  |  |  |  |  |  |
|  | 17. Тода Аснарес                              |  |  |  |  |  |  |  |  |  |  |  |  |  |  |  |
|  |                                               |  |  |  |  |  |  |  |  |  |  |  |  |  |  |  |
|  |                                               |  |  |  |  |  |  |  |  |  |  |  |  |  |  |  |
|  | 4. Санчо Гарсес II, краљ Памплоне             |  |  |  |  |  |  |  |  |  |  |  |  |  |  |  |
|  |                                               |  |  |  |  |  |  |  |  |  |  |  |  |  |  |  |
|  |                                               |  |  |  |  |  |  |  |  |  |  |  |  |  |  |  |
|  | 18. Галиндо II Азнарес, гроф Арагона          |  |  |  |  |  |  |  |  |  |  |  |  |  |  |  |
|  |                                               |  |  |  |  |  |  |  |  |  |  |  |  |  |  |  |
|  |                                               |  |  |  |  |  |  |  |  |  |  |  |  |  |  |  |
|  | 9. Андрегота Галиндез, грофица Арагона        |  |  |  |  |  |  |  |  |  |  |  |  |  |  |  |
|  |                                               |  |  |  |  |  |  |  |  |  |  |  |  |  |  |  |
|  |                                               |  |  |  |  |  |  |  |  |  |  |  |  |  |  |  |
|  | 19. Санча од Памплоне                         |  |  |  |  |  |  |  |  |  |  |  |  |  |  |  |
|  |                                               |  |  |  |  |  |  |  |  |  |  |  |  |  |  |  |
|  |                                               |  |  |  |  |  |  |  |  |  |  |  |  |  |  |  |
|  | 2. Гарсија Санчез II, краљ Памплоне           |  |  |  |  |  |  |  |  |  |  |  |  |  |  |  |
|  |                                               |  |  |  |  |  |  |  |  |  |  |  |  |  |  |  |
|  |                                               |  |  |  |  |  |  |  |  |  |  |  |  |  |  |  |
|  | 20. Гонзало Фернандез, гроф Бургоса и Кастиље |  |  |  |  |  |  |  |  |  |  |  |  |  |  |  |
|  |                                               |  |  |  |  |  |  |  |  |  |  |  |  |  |  |  |
|  |                                               |  |  |  |  |  |  |  |  |  |  |  |  |  |  |  |
|  | 10. Фернан Гонзалез, гроф Кастиље             |  |  |  |  |  |  |  |  |  |  |  |  |  |  |  |
|  |                                               |  |  |  |  |  |  |  |  |  |  |  |  |  |  |  |
|  |                                               |  |  |  |  |  |  |  |  |  |  |  |  |  |  |  |
|  | 21. Мунијадона Рамирез                        |  |  |  |  |  |  |  |  |  |  |  |  |  |  |  |
|  |                                               |  |  |  |  |  |  |  |  |  |  |  |  |  |  |  |
|  |                                               |  |  |  |  |  |  |  |  |  |  |  |  |  |  |  |
|  | 5. Урака Фернандез                            |  |  |  |  |  |  |  |  |  |  |  |  |  |  |  |
|  |                                               |  |  |  |  |  |  |  |  |  |  |  |  |  |  |  |
|  |                                               |  |  |  |  |  |  |  |  |  |  |  |  |  |  |  |
|  | 22. Санчо Гарсес I, краљ Памплоне             |  |  |  |  |  |  |  |  |  |  |  |  |  |  |  |
|  |                                               |  |  |  |  |  |  |  |  |  |  |  |  |  |  |  |
|  |                                               |  |  |  |  |  |  |  |  |  |  |  |  |  |  |  |
|  | 11. Санча Санчез од Памплоне                  |  |  |  |  |  |  |  |  |  |  |  |  |  |  |  |
|  |                                               |  |  |  |  |  |  |  |  |  |  |  |  |  |  |  |
|  |                                               |  |  |  |  |  |  |  |  |  |  |  |  |  |  |  |
|  | 23. Тода Аснарес                              |  |  |  |  |  |  |  |  |  |  |  |  |  |  |  |
|  |                                               |  |  |  |  |  |  |  |  |  |  |  |  |  |  |  |
|  |                                               |  |  |  |  |  |  |  |  |  |  |  |  |  |  |  |
|  | 1. Санчо III од Наваре                        |  |  |  |  |  |  |  |  |  |  |  |  |  |  |  |
|  |                                               |  |  |  |  |  |  |  |  |  |  |  |  |  |  |  |
|  |                                               |  |  |  |  |  |  |  |  |  |  |  |  |  |  |  |
|  | 24. Нуњо Ордоњез / Нуњо Велаз                 |  |  |  |  |  |  |  |  |  |  |  |  |  |  |  |
|  |                                               |  |  |  |  |  |  |  |  |  |  |  |  |  |  |  |
|  |                                               |  |  |  |  |  |  |  |  |  |  |  |  |  |  |  |
|  | 12. Бермудо Нуњез, гроф Сее                   |  |  |  |  |  |  |  |  |  |  |  |  |  |  |  |
|  |                                               |  |  |  |  |  |  |  |  |  |  |  |  |  |  |  |
|  |                                               |  |  |  |  |  |  |  |  |  |  |  |  |  |  |  |
|  | 6. Фернандо Бермудес, гроф Сее                |  |  |  |  |  |  |  |  |  |  |  |  |  |  |  |
|  |                                               |  |  |  |  |  |  |  |  |  |  |  |  |  |  |  |
|  |                                               |  |  |  |  |  |  |  |  |  |  |  |  |  |  |  |
|  | 13. Аргило                                    |  |  |  |  |  |  |  |  |  |  |  |  |  |  |  |
|  |                                               |  |  |  |  |  |  |  |  |  |  |  |  |  |  |  |
|  |                                               |  |  |  |  |  |  |  |  |  |  |  |  |  |  |  |
|  | 3. Химена Фернандез                           |  |  |  |  |  |  |  |  |  |  |  |  |  |  |  |
|  |                                               |  |  |  |  |  |  |  |  |  |  |  |  |  |  |  |
|  |                                               |  |  |  |  |  |  |  |  |  |  |  |  |  |  |  |
|  | 28. Мунио Гомез                               |  |  |  |  |  |  |  |  |  |  |  |  |  |  |  |
|  |                                               |  |  |  |  |  |  |  |  |  |  |  |  |  |  |  |
|  |                                               |  |  |  |  |  |  |  |  |  |  |  |  |  |  |  |
|  | 14. Дијего Муњоз, гроф Салдање                |  |  |  |  |  |  |  |  |  |  |  |  |  |  |  |
|  |                                               |  |  |  |  |  |  |  |  |  |  |  |  |  |  |  |
|  |                                               |  |  |  |  |  |  |  |  |  |  |  |  |  |  |  |
|  | 7. Елвира Дијаз                               |  |  |  |  |  |  |  |  |  |  |  |  |  |  |  |
|  |                                               |  |  |  |  |  |  |  |  |  |  |  |  |  |  |  |
|  |                                               |  |  |  |  |  |  |  |  |  |  |  |  |  |  |  |
|  | 15. Тегридија                                 |  |  |  |  |  |  |  |  |  |  |  |  |  |  |  |
|  |                                               |  |  |  |  |  |  |  |  |  |  |  |  |  |  |  |
|  |                                               |  |  |  |  |  |  |  |  |  |  |  |  |  |  |  |